# 犁鉏
犁鉏（?—?），战国时期鲁国人物。
鲁穆公让诸公子有些去晋国做官，有些去楚国做官。犁鉏说，从越国借人来救溺水的孩子，越国人虽善于游泳，但孩子一定不能救活。失火而从海中取水来救，海水虽多，火一定扑不灭，远水救不了近火。现在晋国和楚国虽强，但齐国离鲁国近，如果齐国攻击，鲁国的祸患恐是难救了。